# بادي كينيدي (سياسي)
بادي كينيدي (بالإنجليزية: Paddy Kennedy)‏ هو سياسي بريطاني، ولد في 3 سبتمبر 1942، وتوفي في 3 مايو 1999. انتخب عضو برلمان أيرلندا الشمالية.